# Karim Mahmoud Abdel Aziz
Karim Mahmoud Abdel Aziz (15 de junio de 1985) es un actor egipcio.
Abdel Aziz nació en El Cairo. Su padre es actor egipcio Mahmoud Abdel Aziz y su hermano es productor y director de cine Mohamed Mahmoud Abdel Aziz.
Actuó en su primera película, ¿Por qué se ríe el mar?,  en 1995.
Se casó en 2011 y tiene tres hijos.

## Filmografía

### Películas
| Año(s) | Título                  | Rol   | Notas | Ref.  |
| ------ | ----------------------- | ----- | ----- | ----- |
| 1995   | ¿Por qué se ríe el mar? | Niño  |       |       |
| 2021   | Musa                    | Yehia |       |       |
| 2022   | Shalaby                 | Saber |       |       |
| 2022   | Beit El Ruby            | Ihab  |       | [ 3 ] |

### Televisión
| Año(s) | Título    | Rol     | Notas | Ref. |
| ------ | --------- | ------- | ----- | ---- |
| 2010   | Al-Gama'a | Mahmoud |       |      |

## Enlace externos
- Karim Mahmoud Abdel Aziz en Internet Movie Database (en inglés).

- Datos: Q12234895
- Multimedia: Karim Mahomud Abdel Aziz / Q12234895